# Avec Eric
Avec Eric est une émission de télévision gastronomique américaine animée par le chef cuisinier étoilé français Éric Ripert. 
L'émission, qui comporte deux saisons de respectivement dix et treize épisodes, est diffusée depuis 2009 sur la chaîne de télévision publique PBS le samedi matin, durant la période de l'automne. 
Coproduite par les sociétés Anomaly et A La Carte Productions, l'émission est réalisée par Geoffrey Drummond et distribuée par American Public Television.

## Concept
Éric Ripert sillonne les États-Unis à la rencontre de petits producteurs américains, dont des fermiers locaux, des pêcheurs, des apiculteurs, des éleveurs, et présente leur spécialité, dont il s'inspire ensuite pour cuisiner et présenter un plat. 
L'émission, d'une durée de 30 minutes, se déroule donc en plusieurs temps : une partie, plus documentaire, relate ses différentes rencontres, durant lesquelles est présenté le métier du producteur, sa ferme ou son exploitation. Une seconde partie, culinaire, se déroule en cuisine, le chef préparant un plat inspiré des produits précédemment présentés. 
En introduction de l'émission, un sujet est consacré au Bernardin, l'établissement multi-étoilé new-yorkais dont Éric Ripert est le chef, dans lequel sont montrés les différents aspects de la vie et du quotidien du restaurant.

## Récompenses
L'émission a été plusieurs fois nommée et a remporté un Daytime Emmy Awards en 2010, un prix de télévision décerné par la National Academy of Television Arts & Sciences. Éric Ripert a également remporté le prix Eater 2010 de la personnalité de télévision de l'année pour son émission.